# Меймене (река)
Меймене́ (в верховье Сари-Хауз) — река в Афганистане, протекающая по территории провинции Фарьяб. Левый и самый крупный приток реки Ширинтагао впадающий в него у посёлка Шайха. Основной приток — Кайсар.
Длина — 158 км, по прямой 135 км, коэффициент извилистости — 1,17 %, сумма длин русловых образований — 442 км. Площадь водосбора — 6700 км². Высота устья — 376 м.
Образуется в результате слияния рек Каранга и Шахи-Сафед на высоте 1890 метров над уровнем моря. В среднем течении пересекает северо-западную часть одноимённого города. Недалеко от восточных границ поселения Сари-Хауз, расположено одноимённое водохранилище на высоте 1690 м.